# Гражданская война в Непале
Гражда́нская война́ в Непале — затяжной вооруженный конфликт в Непале между Коммунистической партией Непала (маоистской) и правительством Непала с 1996 по 2006 год.
Восстание было начато маоистами 13 февраля 1996 года с заявленной целью свержения непальской монархии и установления народной республики. Конфликт характеризовался внесудебными казнями, массовыми убийствами, чистками, похищениями людей, военными преступлениями и преступлениями против человечности. Гражданская война в Непале привела к политическим, социальным и культурным изменениям в стране.

## Причины конфликта
Под предлогом борьбы с монархическим строем и кастовым делением общества образовались революционные группировки (хотя в соседней Индии такие группировки ранее образовались в условиях многопартийной демократии). Часть из них позаимствовала из-за границы идеологию и методы Мао Цзэдуна, а также вооружение. В результате правительство потеряло контроль над рядом изолированных районов, законная власть там была уничтожена, а население деревень вынуждено было выполнять указания боевиков, установивших там режим террора.

## Обзор
Коммунистическая партия Непала (маоисты) откололась от Объединённого Народного Фронта (Samyukta Jana Morcha) в 1994 году по причине существенных политических расхождений.
Король отказывался уступать требованиям левых партий.
Подготовка маоистских группировок к вооружённой борьбе началась ещё в 1995 году, тренировка, вооружение и обучение тактике осуществлялись при содействии индийских маоистов (наксалитов), которые ведут аналогичную войну в Индии начиная с конца 60-х годов.
Вначале Королевская Армия Непала не вмешивалась в непосредственные сражения, потому что казалось, что проблемы можно разрешить политическими методами и при помощи полицейских мер. Под эгидой войны с терроризмом и помощи развивающимся странам, которые могут вызвать международную нестабильность, США и Индия стали оказывать военную и экономическую помощь правительству Непала. В ответ маоистские лидеры объявили, что противодействуют американскому вмешательству.
Правительство в каком-то смысле тоже приложило руку к конфликту, выпустив «провокационные» материалы,
о монархии, посадив в тюрьму журналистов и закрыв газеты, выступившие в защиту маоистов.
Несколько раз проводились переговоры, сопровождающихся временными прекращениями огня, которые однако не привели к устойчивому миру. Правительство категорически отказывалось принять по требованию повстанцев конституцию, которая входила бы в противоречие с монархическим строем. Маоисты усиливали боевые действия, объявляя предложения правительства недостаточными. В ноябре 2004 года правительство отказало их просьбе вести непосредственные переговоры с королём Гьянендрой и премьер-министром Шером Бахадуром Деубой, как и просьбу о посредничестве третьих сил или ООН.
На 2005 год под полным контролем маоистов находилась значительная часть территории страны, в основном в центральных и горных регионах, плохо контролируемых центром. Маоистские вооруженные формирования, в той или иной степени, действовали в почти всех департаментах страны. Правительство при этом удерживало столицу Катманду, несмотря на беспорядки 2004 года.
Были сведения о задержании оружия на границе Непала с Тибетом, находящимся под властью КНР.
Боевые действия и беспорядки продолжались и в 2005 году, а в декабре 2004 года погибло около 200 человек. 1 февраля 2005 года в ответ на бессилие правительства восстановить порядок в стране, король Гьянендра взял на себя полный контроль над правительством.
В результате гражданской войны пострадала туристическая индустрия Непала, один из важнейших источников дохода страны, количество туристов значительно уменьшилось.
Вместе с тем, маоисты официально объявили, что они не имеют ничего против приезда в Непал туристов. Более того, они разрешали им въезжать в свою зону контроля, для прохождения туристских походов в горах, при условии уплаты «революционного налога» (около двух долларов в день с человека), однако в ряде случаев боевики забирали у туристов имущество, которое им приглянулось. В некоторых местах из буддийских монастырей регулярно забирались подношения верующих.
Победа непальских маоистов оказала большое влияние на усиление активности маоистов в Индии. Численность индийских боевиков на сегодняшний день оценивается в 20 тыс. человек, под их полным или частичным контролем находятся обширные территории на юге и востоке страны, усилился маоистский террор в Индии.
КНР, официально не поддерживавшая маоистов, после их победы усиливает своё влияние в Непале и старается использовать пребывание маоистов во властных структурах в своей стратегии проникновения в Южную Азию и окружения Индии. В свою очередь Индия и некоторые западные государства (Франция, США, Португалия, Великобритания) оказывали военную и финансовую поддержку правительству Непала.

## Хроника событий

### 1996
- 13 февраля Начало «народной войны» Коммунистической партией Непала (маоистской).
  - Катманду: Атака на фабрику безалкогольных напитков, принадлежащей транснациональной компании, поджог части зданий.
  - район Горкха
    - Взрыв ликёрной фабрики.
    - Налет на Банк сельскохозяйственного развития в Чьянгли.

  - Район Кавре: Ограбление дома ростовщика: «экспроприированы» 1,3 миллионов рупий и изъяты залоговые документы на несколько миллионов рупий.
  - Районы Ролпа, Рукум и Синдхули, нападения на полицейские участки с захватом складов оружия и взрывчатых веществ.

### 2001
- январь 2001: Правительство создало вооруженные полицейские подразделения против маоистов.
- 28 мая: Председатель Прачанда дал интервью в журнале en:A World to Win.
- 1 июня: Наследный принц Дипендра расстрелял всю королевскую семью и покончил с собой (или был убит охранником), пробыл в коматозном состоянии три дня в качестве короля, после чего был коронован Гьянендра, брат покойного короля[14][15].
- 3 августа: Первый раунд мирных переговоров.
- 23 ноября: Мирные переговоры сорвались, когда маоисты атаковали полицейские участки в 42 районах Непала.
- 26 ноября: Король объявил чрезвычайное положение и использовал армию для подавления восстания[16].

### 2002
- Конгресс США выделил 12 миллионов долларов на обучение офицеров Королевской Армии Непала и поставил 5000 винтовок M-16[17].
- Май: Мирные переговоры сорвались[16].
- 11 мая Лидеры маоистов объявлены в розыск[16][18].
- Май: премьер-министр Деуба, по решению короля Гьянендра, распустил парламент за сопротивление введению чрезвычайного положения, и назначил выборы
- 11 июля: Просочилась информация, что бельгийский торговец оружием FN Herstal поставил 5500 винтовок правительству Непала.
- 4 октября: Король Гьянендра отозвал премьер-министра Деуба и весь Совет Министров, взяв в свои руки власть, отменил выборы в распущенный Совет Представителей, которые планировались на 11 ноября.
- 11 октября: Король Гьянендра назначил премьер-министром Локендра Бахадур Чанда.

### 2003
- январь: США обучает непальскую армию[17].
- январь: Маоисты убили генерала-инспектора полиции с женой и телохранителем во время прогулки.
- 29 января: Второе прекращение огня и начало мирных переговоров[16].
- 13 мая: Достигнуто соглашение о взаимодействии в вопросах прекращения огня[19].
- 17 августа: Убито 19 боевиков и гражданских лиц в районе Рамечхап центрального Непала[16].
- 24 августа: Маоисты потребовали от правительства включить в повестку дня проблему участия их партии в Учредительном Собрании, угрожая выходом из соглашения о прекращении огня в 48 часов[16].
- 26 августа: Истек срок ультиматума маоистов[16].
- 27 августа:
  - Забастовка. маоисты призвали к однодневной забастовке в знак осуждения армейской атаки на их кадры[16].
  - маоисты односторонне вышли из соглашения о прекращении огня от 29 января[16].
- 27 сентября: Двенадцать маоистов было убито в перестрелке с органами безопасности в округах Чхта Похара и Кхотанг, 340 километров от Катманду[20].
- 13 октября: Было убито по меньшей мере 37 человек, когда отряд из 1000 маоистов попытался взять штурмом центр подготовки полиции в Бхалуванг[21].
- 27 октября: Британский лейтенант был отпущен из плена в Бхалуванге, куда он попал во время поездки для рекрутирования солдат в британскую армию. Председатель Прачанда принёс извинения за инцидент[22].
- 11 ноября: Министр обороны обвинил маоистов в уводе 29 школьников в округе Мугу в западном Непале[23].
- 19 ноября: Четверо было задержано на пропускном пункта Кхаса в Тибет, 114 километров к северо-востоку от Катманду, при попытке ввезти оружие в Непал[8].

### 2004
- 9 января: Маоистское командование объявило о создании «революционного правительства» Магарского Автономного Региона на основе территории округа Ролпа западного Непала.
- 5 февраля: Наступление правительственных войск на деревню Бхимад округа Макванапур. Убиты 14 маоистов и двое гражданских лиц без суда и следствия[24].
- 10 февраля: Двое членов ЦК маоистской компартии задержаны в Индии и переданы непальским властям[25].
- 13 февраля: Ганеш Чинвал возглавил антимаоистский протест в годовщину «начала революции»[26].
- 15 февраля: Ганеш Чинвал убит в своём кабинете[26].
- 15 февраля: Бои в районе базы маоистов в лесном массиве в округе Каликот, 360 км к западу от Катманду[27][28].
- 15 и 16 февраля: По радио передали сообщение о том, что 13 маоистов было убито в небольших столкновениях по всей стране[28].
- 18 февраля: Член распущенного парламента Кхем Нараян Фаудждар убит предположительно двумя маоистами на мотоцикле в округе Навалпараси, 200 км к югу от столицы[27].
- 2-6 апреля: Массовые демонстрации против монархии в Катманду. Серия беспорядков по всей стране. Подрыв колонны грузовиков, нападения на полицейские посты, взрывы мин, всеобщая забастовка по призыву маоистов, стычки между демонстрантами и полицией, много раненых[29][30][31][32][32][30][31][31][33][34][35][36].
- 16 августа: Взорвана бомба в роскошном отеле Соалтее в Катманду в ответ на отказ закрыть его по требованию маоистов.
- 16 августа: Взрыв бомбы на базаре в южном Непале, гибель 12-летнего мальчика и трёх полицейских. Маоисты требуют освобождения взятых в плен товарищей, угрожая парализовать всё движение транспорта вокруг Катманду, атакуя машины. Гибель нескольких непальских предпринимателей во время атак маоистов.
- 10 сентября: Взрыв бомбы в американском информационном центре в Катманду.
- 13 сентября: Эвакуация американского посольства из Непала.
- 15 декабря: Двадцать сотрудников безопасности убиты в западном округе Аргкхалнчи во время внезапной атаки маоистов.
- 16 декабря: 16 маоистов было убито в стычках с силами безопасности в западном округе Дайлек.
- 23 декабря: Маоисты объявили блокаду Катманду.
- 26 декабря: 15 000 человек участвовали в демонстрации в Катманду за мир.

### 2005
- 2 января: Непальские агентства ошибочно объявили о гибели двух детей от бомбы маоистов в округе Дайлекх.
- 4 января: Три сотрудника безопасности и группа маоистов были убиты в перестрелке.
- 8 января: Маоисты задержали и потом освободили 300 пассажиров шести автобусов в виде демонстрации блокады Катманду.
- 10 января: Премьер-министр Деуба сказал, что увеличит ассигнования на борьбу с маоистами, несмотря на то, что маоисты проявили заинтересованность в переговорах с правительством.
- 11 января: Акции протеста против повышения цен на топливо от 10 % до 25 %.
- 15 января: Маоисты взяли в плен 14 индийских гуркхов в деревне Чуба в Кайлали.
- 1 февраля: Король Гьянендра осуществил государственный переворот, распустив парламент и введя реформационную блокаду. Фактически в Непале снова утвердилась абсолютная монархия. Армия стала арестовывать политических деятелей, журналистов, профсоюзных лидеров, борцов за права человека и общественных лидеров. Оборвана телефонная связь и интернет[37].
- 28 февраля: Подразделение индийской армии совершило атаку на территории Непала и убило 32 маоистов.
- 6 июня: Пассажирский автобус наткнулся на мину в Читуанском районе, погибло 37 человек, ранено 70.
- 9 августа: Маоисты убили 70 сотрудников безопасности в западном Непале.
- 3 сентября: Маоисты объявили трёхмесячное одностороннее прекращение огня для облегчения ведения мирных переговоров с оппозиционными политическими партиями.

### 2006
- Март-апрель: Массовые демонстрации в Катманду и других городах, поддерживаемые маоистами и семью политическими партиями. Протестующие выступали за отмену монархии и установление парламентской республики. Расстрел демонстрации в Катманду привел к многочисленным жертвам. Ставится вопрос об отречении короля от трона[38].
- 21 апреля: Король заявил, что готов передать власть временному правительству.
- 11 июля: Парламент Непала лишил короля Гьянендру права накладывать вето на законы и законопроекты. За месяц до этого депутаты единодушно отобрали у короля должность верховного главнокомандующего армией, лишили иммунитета (отныне его можно отдать под суд), а также обязали платить налоги. Кроме того, депутаты постановили отныне считать Непал «светским государством», отобрав таким образом у Гьянендры титул инкарнации Вишну. Было сформировано коалиционное правительство.
- 21 ноября: правительство из семи партий заключило мир с маоистами, объявив о завершении гражданской войны.

### 2007
- 14 января: Парламент лишил короля верховной власти и принял временную конституцию. Маоистам обещаны места в парламенте и в кабинете министров. Боевики сдают оружие, в соответствии с соглашением, им обещана интеграция в состав регулярной армии.